# Grand Champions Cup de voleibol masculino de 2017
La Grand Champions Cup de voleibol masculino de 2017 fue la séptima edición organizada por la FIVB. El torneo se celebró en Nagoya y Osaka (Japón) del 12 al 17 de septiembre de 2017.

## Proceso de clasificación
La FIVB anunció que los cuatro mejores clasificados de cada continente en los Juegos Olímpicos de 2016 eran elegibles para participar en el torneo. Los cuatro equipos se unirán al equipo anfitrión y un equipo invitado.
| País           | Confederación | Vía de clasificación               | Apariciones previas | Apariciones previas | Apariciones previas |
| País           | Confederación | Vía de clasificación               | Total               | Primera             | Última              |
| -------------- | ------------- | ---------------------------------- | ------------------- | ------------------- | ------------------- |
| Japón          | AVC           | País organizador                   | 6                   | 1993                | 2013                |
| Brasil         | CSV           | Primer representativo continental  | 6                   | 1993                | 2013                |
| Francia        | CEV           | Segundo representativo continental | 0                   |                     |                     |
| Estados Unidos | NORCECA       | Tercer representativo continental  | 3                   | 1993                | 2013                |
| Irán           | AVC           | Cuarto representativo continental  | 2                   | 2009                | 2013                |
| Italia         | CEV           | Wild card                          | 2                   | 2005                | 2013                |

## Organización

### País anfitrión y ciudades sedes
| Osaka                             | Nagoya                         |
| --------------------------------- | ------------------------------ |
| Osaka Municipal Central Gymnasium | Estadio Nippon Gaishi Hall     |
| Capacidad: 5.932 espectadores     | Capacidad: 10.000 espectadores |
|                                   |                                |

### Formato de competición
El torneo se desarrolla con el formato de todos contra todos en una solo ronda y los equipos fueron clasificados de acuerdo a los siguientes criterios:
1. Partidos ganados.
2. Puntos obtenidos, los cuales son otorgados de la siguiente manera:
  - Partido con resultado final 3-0 o 3-1: 3 puntos al ganador y 0 puntos al perdedor.
  - Partido con resultado final 3-2: 3 puntos al ganador y 1 punto al perdedor.
3. Proporción entre los sets ganados y los sets perdidos (Sets ratio).
4. Proporción entre los puntos ganados y los puntos perdidos (Puntos ratio).
5. Si el empate en puntos ratio persiste entre dos equipos se le da prioridad al equipo que haya ganado el último partido entre los equipos implicados.
6. Si el empate en puntos ratio es entre tres o más equipos se elabora una nueva clasificación tomando en consideración solo los partidos jugados entre los equipos implicados.

## Resultados
- Las horas indicadas corresponden al huso horario local de Japón: UTC+9.

### Grupo Único
| Pos. | Equipo         | Partidos | Partidos | Partidos | Pts. | Sets | Sets | Sets  | Puntos | Puntos | Puntos |
| Pos. | Equipo         | PJ       | PG       | PP       | Pts. | SG   | SP   | Ratio | PG     | PP     | Ratio  |
| ---- | -------------- | -------- | -------- | -------- | ---- | ---- | ---- | ----- | ------ | ------ | ------ |
| 1    | Brasil         | 5        | 4        | 1        | 12   | 14   | 5    | 2.800 | 446    | 393    | 1.134  |
| 2    | Italia         | 5        | 4        | 1        | 12   | 14   | 8    | 1.750 | 509    | 506    | 1.005  |
| 3    | Irán           | 5        | 4        | 1        | 9    | 12   | 10   | 1.200 | 501    | 495    | 1.012  |
| 4    | Estados Unidos | 5        | 2        | 3        | 8    | 11   | 9    | 1.222 | 463    | 416    | 1.112  |
| 5    | Francia        | 5        | 1        | 4        | 4    | 6    | 12   | 0.500 | 410    | 436    | 0.940  |
| 6    | Japón          | 5        | 0        | 5        | 0    | 2    | 15   | 0.133 | 335    | 418    | 0.801  |

| Fecha            | Hora         | Equipo 1       | Res.         | Equipo 2       | Set 1        | Set 2        | Set 3        | Set 4        | Set 5        | Total        | Reporte      |
| Ronda Nagoya     | Ronda Nagoya | Ronda Nagoya   | Ronda Nagoya | Ronda Nagoya   | Ronda Nagoya | Ronda Nagoya | Ronda Nagoya | Ronda Nagoya | Ronda Nagoya | Ronda Nagoya | Ronda Nagoya |
| ---------------- | ------------ | -------------- | ------------ | -------------- | ------------ | ------------ | ------------ | ------------ | ------------ | ------------ | ------------ |
| 12 de septiembre | 12:40        | Francia        | 0 – 3        | Brasil         | 25-27        | 25-27        | 22-25        |              |              | 72 – 79      | P2 P3        |
| 12 de septiembre | 15:40        | Italia         | 2 – 3        | Irán           | 19-25        | 25-23        | 26-28        | 31-29        | 11-15        | 112 – 120    | P2 P3        |
| 12 de septiembre | 19:15        | Japón          | 0 – 3        | Estados Unidos | 21-25        | 18-25        | 13-25        |              |              | 52 – 75      | P2 P3        |
| 13 de septiembre | 12:40        | Brasil         | 2 – 3        | Italia         | 25-15        | 25-27        | 25-27        | 25-18        | 12-15        | 112 – 102    | P2 P3        |
| 13 de septiembre | 15:40        | Estados Unidos | 2 – 3        | Irán           | 25-20        | 25-17        | 25-27        | 21-25        | 12-15        | 108 – 104    | P2 P3        |
| 13 de septiembre | 19:15        | Japón          | 0 – 3        | Francia        | 15-25        | 23-25        | 23-25        |              |              | 61 – 75      | P2 P3        |
| Ronda Osaka      |              |                |              |                |              |              |              |              |              |              |              |
| 15 de septiembre | 12:40        | Irán           | 0 – 3        | Brasil         | 22-25        | 19-25        | 15-25        |              |              | 56 – 75      | P2 P3        |
| 15 de septiembre | 15:40        | Francia        | 0 – 3        | Estados Unidos | 20-25        | 17-25        | 16-25        |              |              | 53 – 75      | P2 P3        |
| 15 de septiembre | 19:15        | Italia         | 3 – 1        | Japón          | 25-23        | 22-25        | 25-20        | 25-22        |              | 97 – 90      | P2 P3        |
| 16 de septiembre | 12:40        | Estados Unidos | 2 – 3        | Brasil         | 26-28        | 25-15        | 20-25        | 25-22        | 13-15        | 109 – 105    | P2 P3        |
| 16 de septiembre | 15:40        | Francia        | 1 – 3        | Italia         | 25-21        | 20-25        | 22-25        | 21-25        |              | 88 – 96      | P2 P3        |
| 16 de septiembre | 19:15        | Japón          | 1 – 3        | Irán           | 25-21        | 19-25        | 20-25        | 14-25        |              | 78 – 96      | P2 P3        |
| 17 de septiembre | 11:40        | Italia         | 3 – 1        | Estados Unidos | 25-22        | 25-22        | 23-25        | 29-27        |              | 102 – 96     | P2 P3        |
| 17 de septiembre | 14:40        | Irán           | 3 – 2        | Francia        | 38-36        | 25-23        | 22-25        | 25-27        | 15-11        | 125 – 122    | P2 P3        |
| 17 de septiembre | 18:15        | Brasil         | 3 – 0        | Japón          | 25-17        | 25-15        | 25-22        |              |              | 75 – 54      | P2 P3        |

## Clasificación final
| Pos.              | Equipo         |
| ----------------- | -------------- |
| Medalla de oro    | Brasil         |
| Medalla de plata  | Italia         |
| Medalla de bronce | Irán           |
| 4                 | Estados Unidos |
| 5                 | Francia        |
| 6                 | Japón          |

| Brasil Campeón 5.º título |

## Premios
| - Jugador más valioso Ricardo Lucarelli Souza - Mejor armador Simone Giannelli - Mejores atacantes Ricardo Lucarelli Souza Milad Ebadipour | - Mejores centrales Matteo Piano Lucas Saatkamp - Mejor opuesto Matthew Anderson - Mejor líbero Satoshi Ide |